# Vital Kamerhe
Vital Kamerhe (ur. 4 marca 1959 w Bukavu) – kongijski polityk, przewodniczący Zgromadzenia Narodowego Demokratycznej Republiki Konga od 30 grudnia 2006.

## Życiorys
Vital Kamerhe w 1987 ukończył ekonomię na Uniwersytecie w Kinszasie. Jako polityk brał udział w procesie pokojowym w Demokratycznej Republice Konga, kończącym wojnę domową w kraju. Od 2003 do 2004 zajmował stanowisko ministra prasy i informacji w rządzie tymczasowym. W czerwcu 2004 został sekretarzem generalnym Partii Ludowej na rzecz Odbudowy i Demokracji (PPRD, Parti du peuple pour la reconstruction et la démocratie), założonej przez prezydenta Josepha Kabilę. 
W wyniku wyborów parlamentarnych z lipca 2006 dostał się do parlamentu jako reprezentant okręgu Bukavu. 30 grudnia 2006 został wybrany przewodniczącym Zgromadzenia Narodowego DRK (niższa izba parlamentu). 
Jest żonaty, ma ośmioro dzieci.
8 kwietnia 2020 roku Vital Kamerhe został aresztowany i  tymczasowo osadzony w centralnym więzieniu w Kinszasie. Został przesłuchany podczas dochodzenia w sprawie sprzeniewierzenia funduszy z programu 100-dni ogłoszonego przez prezydenta Félixa Tshisekedi 2 marca 2019 roku. 